# 戈納姆河
戈納姆河是俄羅斯的河流，位於薩哈共和國，屬於烏丘爾河的左支流，河道全長686公里，流域面積約55,600平方公里，發源自外興安嶺，流經阿爾丹山原，主要支流有阿爾加馬河和蘇塔姆河。
55°45′21″N 125°34′35″E / 55.75583°N 125.57639°E